# 赞比亚历史
赞比亚，是南部非洲的一个内陆国。

## 早期历史
在20000年前，已经有人类活动于今赞比亚地区。

## 1500－1900年
16世纪，马拉维建国于赞比亚以东，今日赞比亚东部地区也是其一部分，1个世纪以后脱离马拉维王国。17世纪，本巴王国立国于赞比亚北部地区。17世纪末，隆达王国扩张至赞比亚西部，不久洛兹王国从其独立出来，立国于赞比亚西部。
1714年，葡萄牙探险者进入赞比亚。1830年代，恩戈尼人和马科洛洛人进入赞比亚，分别占领东部和西部。1851年，英国探险家、传教士大卫·利文斯顿来到赞比亚，经过多年传教后于1873年病逝，从此基督教传入赞比亚。

## 殖民时期
1890年代，英国势力渗入赞比亚，取得各当地王国的商业、矿业独占权，并签订保护条约。1895年，英国南非公司正式将此处以其老板塞西尔·罗得斯的名字命名为“罗得西亚”。1924年，英国政府取代南非公司统治该地，称“北罗得西亚保护地”。
1953年，英国拟将当地与尼亚萨兰、南罗得西亚组建为“中非联邦”，遭到普遍反对。1960年，肯尼思·卡翁达出任赞比亚联合民族独立党主席，成为反对英国统治的主导力量，并于1962年赢得大选。次年，中非联邦被迫宣布解散。

## 独立和冷战
1964年10月24日，赞比亚宣布独立，留在英联邦内，卡翁达当选总统，为国家元首。1973年，卡翁达宣布实行一党制。在中国等社会主义国家的帮助下，赞比亚修建了以坦赞铁路为代表的一批基础设施。

## 多党民主政治
1990年，迫于国际压力，卡翁达被迫放开党禁，弗雷德里克·奇卢巴联合反对力量，建立赞比亚多党联合运动，并于次年10月当选总统。
1997年，奇卢巴政府指控卡翁达等反对派领导人阴谋发动军事政变，卡翁达被迫逃往国外。年底，奇卢巴与反对党决定展开对话，但当卡翁达回到国内时，即遭逮捕。次年，卡翁达在宣布退出政坛后被释放。